# Ratwica (struga)
Ratwica (nazwa oboczna Starzyzna, dawniej Stażyzna) – struga będąca prawym dopływem Czarnej Łady. Wypływa z mokradeł położonych koło wsi Tereszpol-Zaorenda. Do Czarnej Łady uchodzi na obrzeżach wsi Brodziaki. Przepływa przez Ratwicę, Wolaniny, Edwardów i Brodziaki.
Głównym dopływem Ratwicy jest struga Kiełbasówka.